# Nhẵn diệp Sa Pa
Nhẵn diệp Sa Pa hay tai dê núi (danh pháp: Stichorkis chapaensis) là một loài thực vật có hoa trong họ Lan. Loài này được (Gagnep.) Marg., Szlach. & Kulak mô tả khoa học đầu tiên năm 2008.